# Sirok, Heves
Sirok  este un sat în districtul Pétervására, județul Heves, Ungaria, având o populație de 1.978 de locuitori (2011). 

## Demografie
Componența etnică a satului Sirok
     Maghiari (88,47%)
     Romi (10,39%)
     Necunoscut (0,6%)
     Germani (0,54%)
     Alții (0,6%)
Componența confesională a satului Sirok
     Romano-catolici (50%)
     Fără religie (15,67%)
     Reformați (1,21%)
     Necunoscută (31,29%)
     Alte religii (4,5%)
Conform recensământului din 2011, satul Sirok avea 1.978 de locuitori. Din punct de vedere etnic, majoritatea locuitorilor (88,47%) erau maghiari, cu o minoritate de romi (10,39%). Apartenența etnică nu este cunoscută în cazul a 0,6% din locuitori. Nu există o religie majoritară, locuitorii fiind romano-catolici (50,0%), persoane fără religie (15,67%) și reformați (1,21%). Pentru 31,29% din locuitori nu este cunoscută apartenența confesională.